# Hôtel de ville de Longwy
L’hôtel de ville de Longwy est un édifice situé dans la ville de Longwy, dans la Meurthe-et-Moselle en région Grand Est.

## Histoire
La construction de cet ancien hôtel de ville date du XVIIIe siècle. La date de 1731 est portée par le cartouche placé au-dessus de la porte d’entrée. Sur des plans fournis en 1730 par l'ingénieur en chef de la place de Longwy, Charles-François Touros de Millon, les travaux sont confiés au sieur Lestrade, entrepreneur à Metz, et surveillés par Arnould de Guillemard, architecte des travaux du roi à Longwy. Le Gros-œuvre est terminé en 1737, les grilles en fer forgé des trois grandes baies du premier niveau, fournies en 1746 par Antoine Guillemard, maître arquebusier à Longwy marquent l’achèvement de la construction qui est réceptionnée en 1746 par le sieur des Robert, ingénieur en chef de la place. 
Endommagé lors des sièges de 1815 et 1870, l’édifice est détruit pendant le bombardement d’août 1914, seules les façades et les voûtes du rez-de-chaussée sont épargnées, et entièrement restauré de 1927 à 1930 sous la direction de l'architecte Guet des Beaux-arts et son représentant à Longwy l'architecte Zimmermann. Les armoiries de la ville de Longwy décorant le fronton sont mises en place à cette époque pour remplacer les armes de France détruites à la Révolution. Les grilles sont refaites dans le style des anciennes par les établissements Borderel et Robert de Paris et la charpente refaite en béton. 
Resté hôtel de ville pour l'ensemble de la ville de Longwy jusqu’en 1914, il est devenu hôtel de ville annexe pour Longwy-Haut, le chef-lieu communal ayant été transféré à Longwy-Bas en 1925. 
L'édifice est classé au titre des monuments historiques par arrêté du 19 mars 1921.

## Description

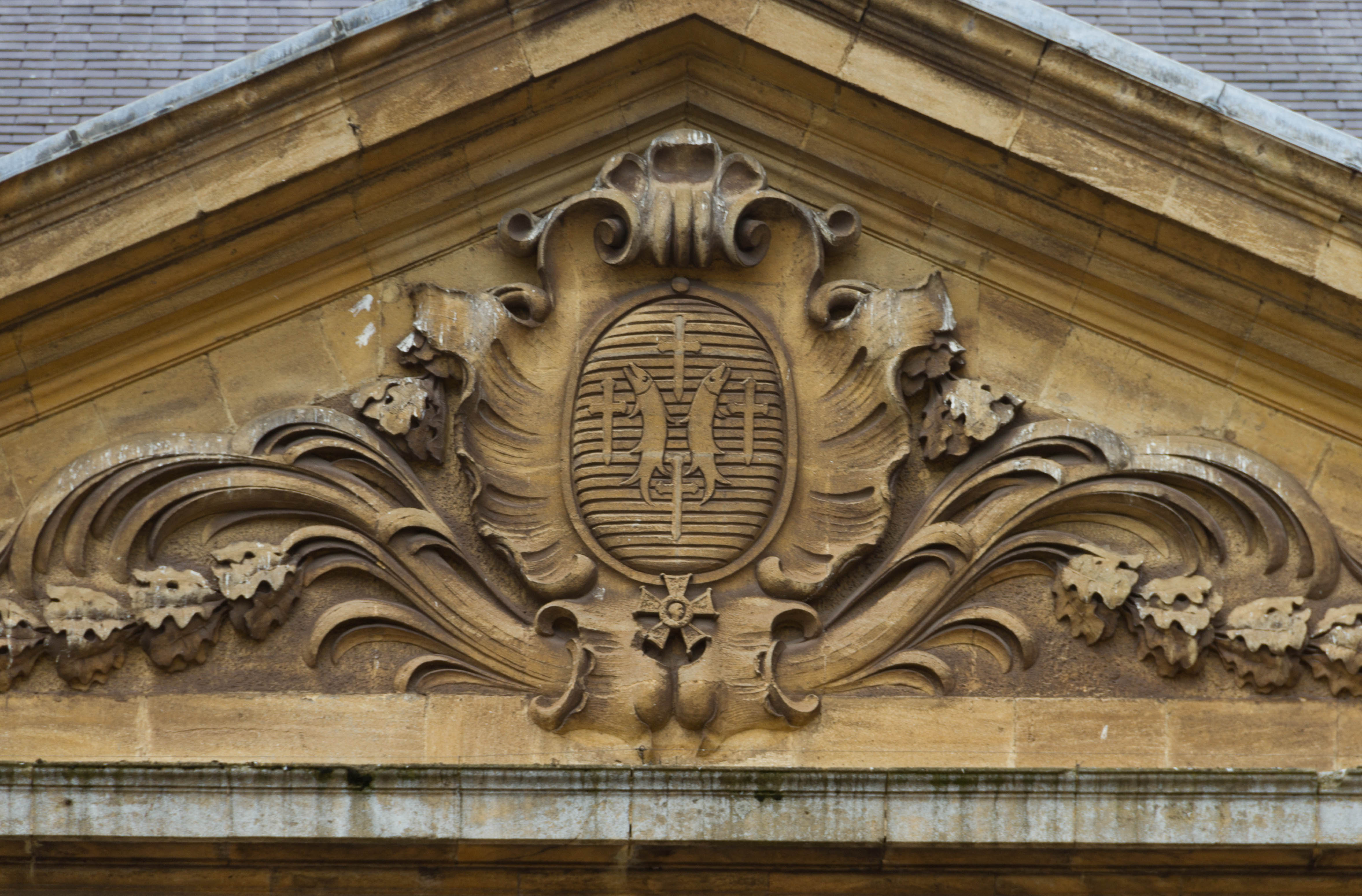
Armoiries de Longwy sur le fronton.